# أحمد باغبانباشي
أحمد باغبانباشي دوست (بالفارسية: احمد باغبانباشی دوست) هو مدرب إيراني محترف لكرة قدم الصالات ولاعب سابق، من مواليد 31 مارس1972، فاز بالبطولة الآسيوية لكرة الصالات عام 2010.

## روابط خارجية
- أحمد باغبانباشي على موقع الاتحاد الدولي (مؤرشف)  (الإنجليزية)